# Érection féminine
Cet article concerne l'érection chez les femmes. Pour l'érection masculine, voir Érection. Pour les autres significations, voir Érection (homonymie).
L’érection féminine est un phénomène physiologique dans lequel le clitoris et le vestibule vulvaire deviennent fermes et s’élargissent. Il a été observé par échographie en trois dimensions en 2010. 
Cette érection est le résultat d’une interaction complexe de facteurs endocriniens, psychologiques, neurologiques et vasculaires, et est habituellement mais pas exclusivement associée à l'excitation sexuelle ou l'attirance sexuelle.

## Photo

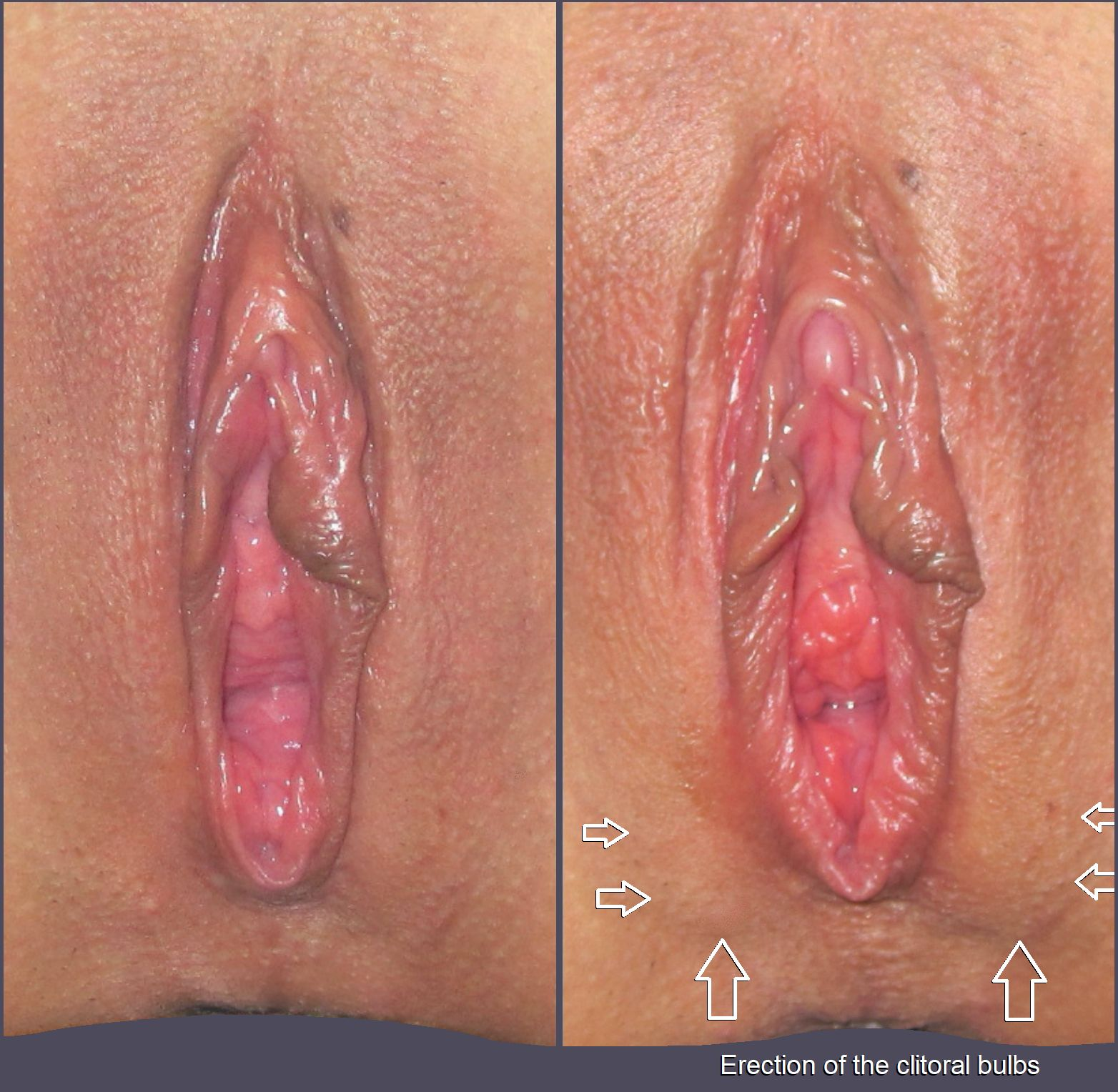
Photo de droite : Saillie du gland clitoridien, en bas les bulbes clitoridiens gonflés apparaissent sous la peau.